# Emily Howell
Emily Howell — музична комп'ютерна програма-композитор, створена в 90-х роках XX ст. Девідом Коупом, професором музики Каліфорнійського університету. Не є реальним персонажем. На відміну від інших програм, опрацьованих ним, Emily Howell здатна створювати класичні композиції без імітації стилю інших композиторів.

## Історія виникнення
У 1980 р. молодому та відомому у США композиторові Девіду Коупу було замовлено написати оперу, втім це завершилося невдачею. Згодом він починає цікавитися комп'ютерами та експериментувати із написанням за допомогою програмування коротких музичних п'єс.
Протягом наступних 30 років Девід Коуп займався створенням програм, здатних самотужки компонувати (чи, скоріш, синтезувати) музику в стилі великих композиторів-класиків. Першою вдалою спробою у цій сфері була програма EMI (від англ. Experiments in Musical Intelligence, скорочено Emmy), яка могла створювати музику за допомогою певних заданих параметрів шляхом синтезу і переробки уривків відомих класичних творів. Emily Howell (2003 р.) була подальшим кроком у цій справі, у її основу закладено принципово новий підхід, який дає можливість писати твори без необхідності комбінування уривків з творчості композиторів попередніх епох, таким чином створивши музика на будь-який смак.

## Особливості програми
Якщо попередня програма Emmy просто створювала музику в манері класичних композиторів (Й.-С. Баха, А. Вівальді, В.-А. Моцарта тощо), то її «молодша сестра» Emily Howell (незважаючи на те, що її інтонаційною базою є величезний архів Emmy) є більш «гнучкою», враховує думку критиків, здатна створити та коригувати інструментальний твір у власному стилі на основі сучасних тенденцій. На думку Коупа, трек, створений Emily Howell, має шанс сподобатися аудиторії завдяки своїй автентичності та свіжості.
На даний час не існує особливого ажіотажу навколо використання цих програм, оскільки музичні критики, музиканти (які навідріз відмовилися виконувати твори, написані Emmy) і самі композитори досить неоднозначно ставляться до штучного інтелекту. Втім у світі науки Emily Howell сприйняли зацікавлено і схвально.

## Музичні композиції, створені Emily Howell
- From Darkness, Light (Opus 1): Два фортепіано, тривалість 20:57.
- Shadow Worlds (Opus 2): Три фортепіано, тривалість 20:01.
- Land of Stone (Opus 3): Камерний оркестр, тривалість 17:14.
- From the Willow's Keep (Opus 4): Тенор і камерний оркестр, тривалість 16:00.
- Prescience (Opus 5): Камерний оркестр, тривалість 15:30.
- Spacetime (Opus 6): Оркестр, тривалість 24:24.